# 고이슬라브

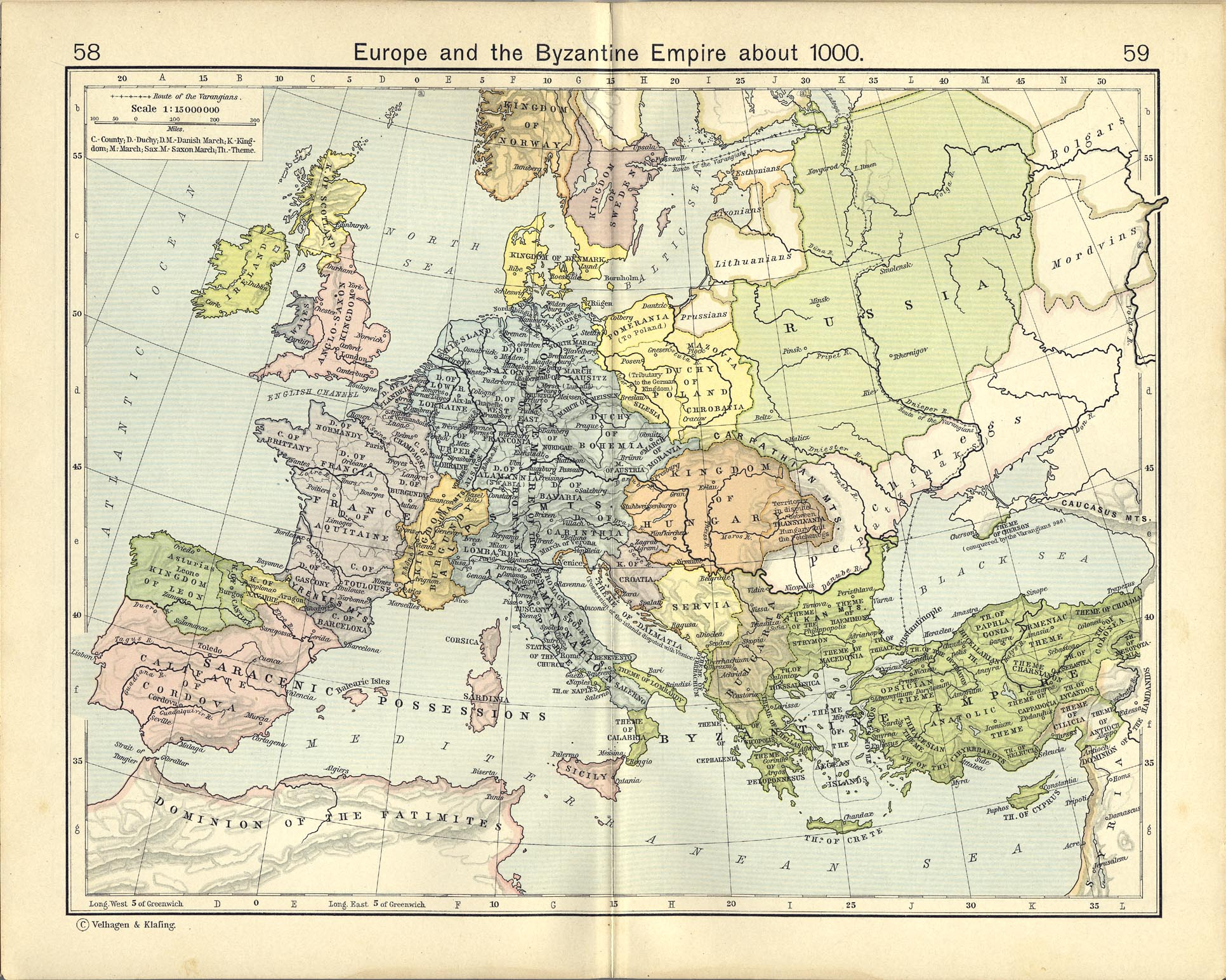
1000년 당시의 유럽 지도

고이슬라브(크로아티아어: Gojslav, 생년 미상 ~ 1020년)는 크로아티아의 국왕(재위: 1000년 ~ 1020년)이다. 트르피미로비치 왕조(Trpimirović) 출신이며 1020년까지는 크레시미르 3세(Krešimir III)와 함께 크로아티아의 공동 군주였다.

## 생애
997년 자신의 아버지인 스체판 드르지슬라브(Stjepan Držislav)가 사망한 이후에 크레시미르 3세(Krešimir III)와 함께 스베토슬라브 수로냐의 왕위 계승에 반대하는 반란을 일으켰다. 불가리아 제1제국의 차르였던 사무일은 크레시미르와 고이슬라브 형제를 지지했으며 998년에는 불가리아 군대가 크로아티아를 침공했다. 불가리아는 크로아티아의 영토를 고이슬라브와 크레시미르 3세 형제에게 양도했다. 좋은 물건.
1000년에 스베토슬라브 수로냐(Svetoslav Suronja) 국왕이 베네치아 공화국으로 망명하면서 크레시미르 3세와 함께 크로아티아의 국왕으로 즉위했다. 고이슬라브와 크레시미르 3세 형제는 베네치아 공화국의 지배를 받고 있던 달마티아의 질서 회복을 시도했다. 1018년에는 베네치아 공화국과의 분쟁이 일어났지만 비잔티움 제국의 황제였던 바실리우스 2세의 외교적 중재를 통해 해결되었다.
| 전임 스체판 드르지슬라브 | 크로아티아의 국왕 크레시미르 3세와 공동 군주 (1000년 ~ 1020년) 1000년 ~ 1020년 | 후임 크레시미르 3세 |

## 같이 보기
- 트르피미로비치 왕조
- 크로아티아의 역사